# Laurentius Weger der Jüngere
Laurentius Weger der Jüngere (* 30. Dezember 1653 in Königsberg, Ostpreußen; † 21. Mai 1715 ebenda) war ein deutscher Philologe.

## Leben
Wegner war ein Sohn des Johann Weger (* 17. Januar 1608; † 3. Dezember 1685), Bürgermeister der Königsberger Altstadt, und dessen Frau Maria (geborene Möller, † 5. oder 6. Februar 1672), die er 1638 geheiratet hatte. Sie war die Tochter des Chirurgen Albrecht Möller. Nachdem Weger an den Universitäten Königsberg, Jena und Leipzig studiert hatte, wurde er an letztgenannter Universität am 25. Januar 1677 zum Magister der Philosophie graduiert. Er kehrte anschließend nach Königsberg zurück und wurde an der dortige Universität 1679 zum Professor der morgenländischen Sprache berufen.
Während seiner Zeit als Professor reiste Weger durch die Niederlande und durch England. Er hielt sich außerdem fast ein Jahr lang bei Esdras Edzardus in Hamburg auf. Ende 1680 erhielt er in Königsberg die Professur der hebräischen Sprache. Während der folgenden Zeit beteiligte er sich auch an den organisatorischen Aufgaben der Königsberger Hochschule. So war er mehrfach Dekan der philosophischen Fakultät. Im Sommersemester 1696 fungierte er als Rektor der Alma Mater und in den Sommersemestern 1704 sowie 1712 als Prorektor.

## Familie
Weger heiratete am 29. August 1684 Anna Regina (geborene Grube), die Tochter des Kneiphofer Kaufmanns Hieronymus Grube. Das Paar hatte mehrere Kinder.
- Maria Gertrud Weger ⚭ 29. August 1707 mit Johann Heinrich Kenckel, Gerichtsverwandter der Altstadt
- Tochter NN. Weger († 11. August 1690)
- Johann Christoph Weger L. L. stud. 1715
- Heinrich Reinhold Weger (* 11. Juli 1696), wurde Professor der Medizin sowie 1726 Stadtphysikus in Tilsit und 1745 in Gumbinnen
- Sohn NN. Weger († 25. Januar 1700)

## Veröffentlichungen
- Virtutem moralem in Deum no cadere. Königsberg 1677.
- De verbo Dei occasione phraseos chaldaicae … Königsberg 1682.
- Albuminscriptie. Königsberg 1714.
- Diss. De osculatione manus idololatrica, ex Job. C. 31. Band 26–28. Königsberg 1698.
- Disputationum philologicarum super Hoseae. cap. III Band 4. Königsberg 1686.
- Ad verba Ezechiels. 8, 17. Königsberg 1710.